# Bodenmöser und Hengelesweiher
Das Gebiet Bodenmöser und Hengelesweiher ist ein 2005 durch das Regierungspräsidium Tübingen nach der Richtlinie 92/43/EWG (Fauna-Flora-Habitat-Richtlinie) angemeldetes Schutzgebiet (Schutzgebietskennung DE-8325-341) im Südosten des deutschen Landes Baden-Württemberg. Mit Verordnung des Regierungspräsidiums Tübingen vom 5. November 2018 (in Kraft getreten am 11. Januar 2019), wurde das Schutzgebiet ausgewiesen.

## Lage
Das rund 759 Hektar große Schutzgebiet Bodenmöser und Hengelesweiher gehört naturräumlich zum Westallgäuer Hügelland und der Adelegg. Seine acht Teilgebiete liegen südlich der Oberen Argen westlich und östlich von Isny im Allgäu.

## Schutzzweck

### Lebensraumtypen
Folgende Lebensraumtypen nach Anhang I der FFH-Richtlinie kommen im Gebiet vor:
| EU Code | * | Lebensraumtyp (offizielle Bezeichnung)                                                                              | Kurzbezeichnung                                       |
| ------- | - | --- | ----------------------------------------------------- |
| 3130    |   | Oligo- bis mesotrophe stehende Gewässer mit Vegetation der Littorelletea uniflorae und/oder der Isoëto-Nanojunceata | Nährstoffarme bis mäßig nährstoffreiche Stillgewässer |
| 3150    |   | Natürliche eutrophe Seen mit einer Vegetation des Magnopotamions oder Hydrocharitions                               | Natürliche nährstoffreiche Seen                       |
| 3160    |   | Dystrophe Seen und Teiche                                                                                           | Dystrophe Seen                                        |
| 3260    |   | Flüsse der planaren bis montanen Stufe mit Vegetation des Ranunculion fluitantis und des Callitricho-Batrachion     | Fließgewässer mit flutender Wasservegetation          |
| 6410    |   | Pfeifengraswiesen auf kalkreichem Boden, torfigen und tonig-schluffigen Böden (Molinion caeruleae)                  | Feuchte Hochstaudenfluren                             |
| 6430    |   | Feuchte Hochstaudenfluren der planaren und montanen bis alpinen Stufe                                               | Feuchte Hochstaudenfluren                             |
| 6510    |   | Magere Flachland-Mähwiesen (Alopecurus pratensis, Sanguisorba officinalis)                                          | Magere Flachland-Mähwiesen                            |
| 7120    | * | Noch renaturierungsfähige degradierte Hochmoore                                                                     | Geschädigte Hochmoore                                 |
| 7140    |   | Übergangs- und Schwingrasenmoore                                                                                    | Übergangs- und Schwingrasenmoore                      |
| 7150    |   | Torfmoor-Schlenken (Rhynchosporion)                                                                                 | Torfmoor-Schlenken                                    |
| 7230    |   | Kalkreiche Niedermoore                                                                                              | Kalkreiche Niedermoore                                |
| 91D0    | * | Moorwälder | Moorwälder                                            |
| 91E0    | * | Auen-Wälder mit Alnus glutinosa und Fraxinus excelsior (Alno-Padion, Alnion incanae, Salicion albae)                | Auenwälder mit Erle, Esche, Weide                     |
| 9410    |   | Montane bis alpine bodensaure Fichtenwälder (Vaccinio-Piceetea)                                                     | Bodensaure Nadelwälder                                |

### Arteninventar
Folgende Arten von gemeinschaftlichem Interesse kommen im Gebiet vor:
| Bild                                  | EU Code | * | Art                                   | wissenschaftlicher Name  | Artengruppe           |
| ------------------------------------- | ------- | - | ------------------------------------- | ------------------------ | --------------------- |
| Vierzähnige Windelschnecke            | 1013    |   | Vierzähnige Windelschnecke            | Vertigo geyeri           | Schnecken             |
| Schmale Windelschnecke                | 1014    |   | Schmale Windelschnecke                | Vertigo angustior        | Schnecken             |
| Große Moosjungfer                     | 1042    |   | Große Moosjungfer                     | Leucorrhinia pectoralis  | Libellen              |
| Dunkler Wiesenknopf-Ameisenbläuling   | 1061    |   | Dunkler Wiesenknopf-Ameisenbläuling   | Maculinea nausithous     | Schmetterlinge        |
| Goldener Scheckenfalter               | 1065    |   | Goldener Scheckenfalter               | Euphydryas aurinia       | Schmetterlinge        |
| Schmalbindiger Breitflügel-Tauchkäfer | 1082    |   | Schmalbindiger Breitflügel-Tauchkäfer | Graphoderus bilineatus   | Käfer                 |
| Groppe                                | 1163    |   | Groppe                                | Cottus gobio             | Fische und Rundmäuler |
| Großes Mausohr                        | 1324    |   | Großes Mausohr                        | Myotis myotis            | Säugetiere            |
| Biber                                 | 1337    |   | Biber                                 | Castor fiber             | Säugetiere            |
| Grünes Koboldmoos                     | 1386    |   | Grünes Koboldmoos                     | Buxbaumia viridis        | Moose                 |
| Firnisglänzendes Sichelmoos           | 1381    |   | Firnisglänzendes Sichelmoos           | Drepanocladus vernicosus | Moose                 |
| Sumpf-Glanzkraut                      | 1903    |   | Sumpf-Glanzkraut                      | Liparis loeselii         | Pflanzen              |

### Zusammenhängende Schutzgebiete
Das FFH-Gebiet umfasst die Naturschutzgebiete Bodenmöser und Hengelesweiher sowie das Vogelschutzgebiet Bodenmöser.